# Nathan Cleverly
Nathan Cleverly (født 17. februar 1987) er en walisisk tidligere professionel bokser, der konkurrerede fra 2005 til 2017. Han er en 2- gange verdensmester i letsværvægt, der har været mester hos WBO fra 2011 til 2013 og WBA (almindelig) fra 2016 til 2017. Derudover havde han flere regionale letsværvægtsmesterskaber, herunder Europæisk, Britisk, og Commonwealth-titler mellem 2008 og 2010. Cleverly fik en BSc i matematik fra Cardiff University i 2010. 
Han har bemærkelsesværdige sejre mod Karo Murat, Nadjib Mohammedi, Aleksy Kuziemski, Tony Bellew, Robin Krasniqi og Jürgen Brähmer. Han har tabt til store navne som Sergey Kovalev, Tony Bellew, Andrzej Fonfara og svenske Badou Jack.